# Paris Open 1977
Il Paris Open 1977 è stato un torneo di tennis che si è giocato sul cemento indoor. È stata la 9ª edizione del Paris Open, che fa parte del Colgate-Palmolive Grand Prix 1977. Il torneo si è giocato nello Stade de Coubertin di Parigi, dal 31 ottobre al 6 novembre 1977.

## Campioni

### Singolare
Corrado Barazzutti ha battuto in finale  Brian Gottfried con il punteggio di 7–6, 7–6, 6–7, 3–6, 6–4

### Doppio
Brian Gottfried /  Raúl Ramírez hanno battuto in finale  Jeff Borowiak /  Roger Taylor con il punteggio di 6–2, 6–0